# Viscount Greenwood

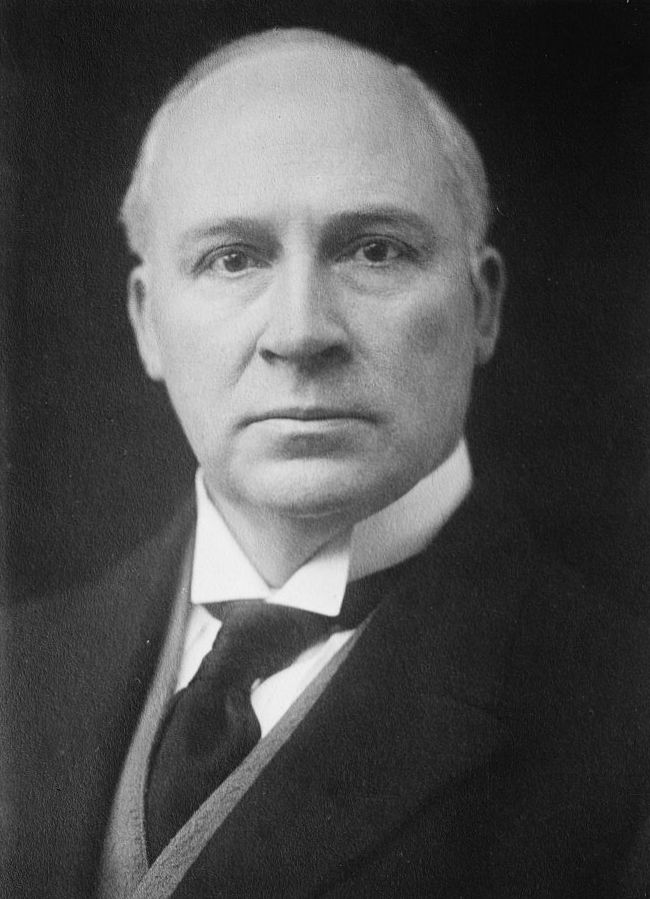
Hamar Greenwood, 1. Viscount Greenwood

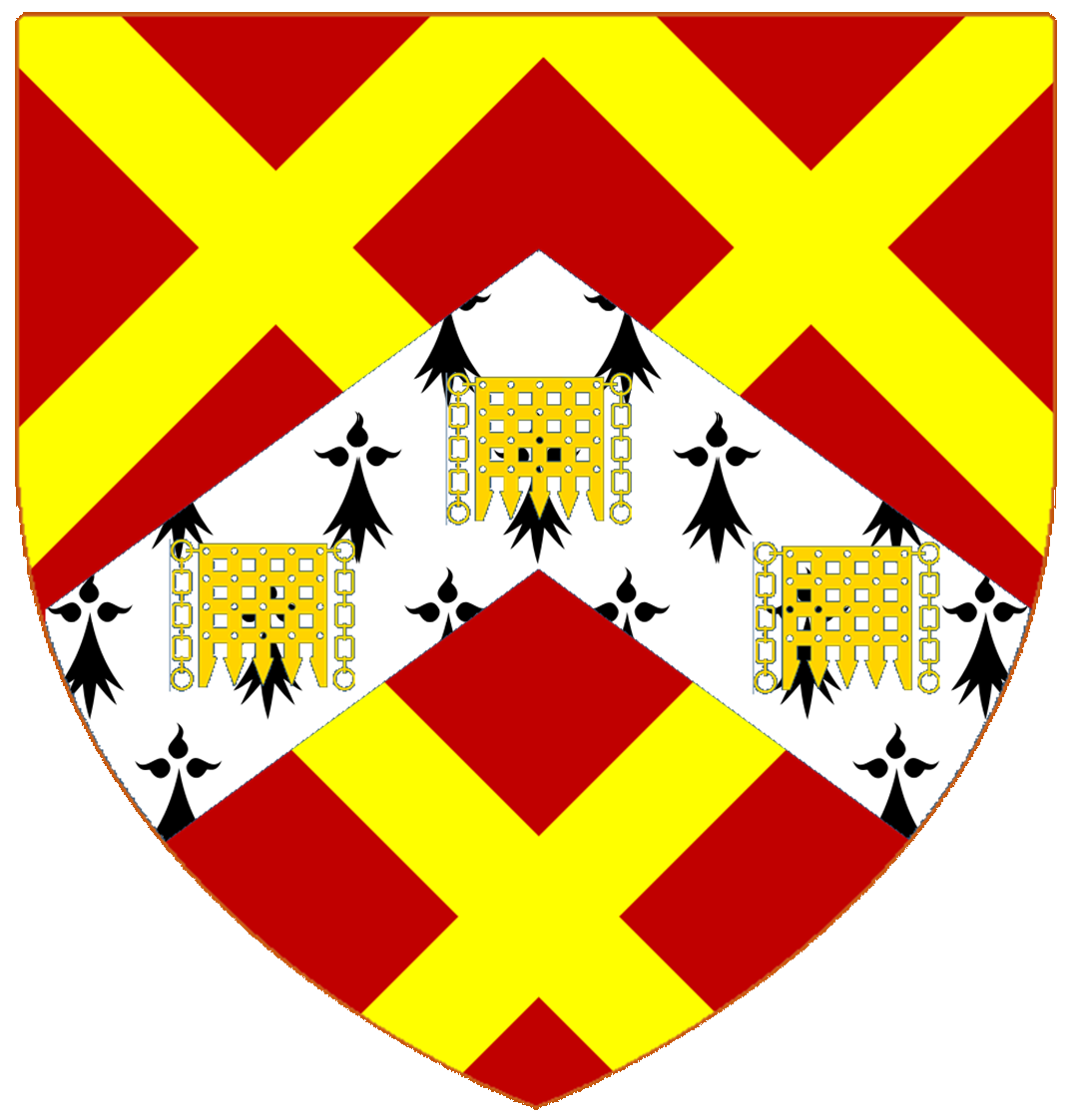
Wappen der Viscounts Greenwood

Viscount Greenwood, of Holbourne in the County of London, war ein erblicher britischer Adelstitel in der Peerage of the United Kingdom. 

## Verleihung und Geschichte des Titels
Der Titel wurde durch Letters Patent am 16. Februar 1937 für den Politiker der Conservative Party, Thomas Greenwood, 1. Baron Greenwood geschaffen, der Mitglied des House of Commons gewesen war.
Bereits am 8. Februar 1915 war ihm in der Baronetage of the United Kingdom der erbliche Titel Baronet, of Onslow Gardens in the Royal Borough of Kensington, sowie am 31. August 1929 in der Peerage of the United Kingdom der erbliche Titel Baron Greenwood, of Llanbister in the County of Radnor, verliehen worden.
Alle drei Titel erloschen beim seines jüngeren Sohnes, des 3. Viscounts, am 7. Juli 2003.

## Liste der Viscounts Greenwood (1937)
- Hamar Greenwood, 1. Viscount Greenwood (1870–1948)
- Michael Greenwood, 3. Viscount Greenwood (1914–1998)
- Michael Greenwood, 3. Viscount Greenwood (1923–2003)